# Johann Christian Bach
Johann Christian Bach (Leipzig, 5 de setembro de 1735 – Londres, 1 de janeiro de 1782) foi um compositor alemão, o filho mais jovem de Johann Sebastian Bach. Compôs numerosas obras orquestrais e de câmara, além de várias óperas. Viveu um bom tempo de sua vida na Inglaterra, motivo pelo qual ficou conhecido como "o Bach Londrino" ou "o Bach Inglês".

## Vida
Johann Christian Bach foi o último dos treze filhos de Johann Sebastian Bach com Anna Magdalena Wülken. Começou a estudar música com o pai e, provavelmente, com o primo do mesmo, Johann Elias Bach. Acredita-se também que o Livro II de O Cravo Bem Temperado, famosa composição de Johann Sebastian Bach, tenha sido escrito e utilizado na instrução do filho mais novo. Christian serviu como copista de J.S. Bach e após a morte do pai, em 1750, ele se tornou aluno de seu meio-irmão, Carl Philipp Emanuel Bach, na cidade de Berlim.
Em 1754, foi à Itália estudar contraponto com o padre Giovanni Battista Martini e, de 1760 a 1762, trabalhou como organista na catedral de Milão. Lá, escreveu duas Missas, um Réquiem, um Te Deum, entre outras obras. Foi nesta época que J. C. Bach se converteu ao catolicismo.
Johann Christian foi o único filho da família Bach a escrever óperas em italiano, começando com árias inseridas em óperas de outros autores, prática conhecida como pasticci. Foi contratado pelo Teatro Regio em Turim, para compor uma ópera séria, Artaserse, que estreou em 1760. A apresentação foi um enorme sucesso: teatros de Veneza e de Londres fizeram ofertas para que compusesse outros trabalhos. Johann aceitou a oferta de Londres e partiu para a Inglaterra em 1762, fixando-se em Londres, onde ele passou o resto de sua vida, uma decisão bastante semelhante à que George Frideric Handel havia tomado 50 anos antes. A catedral de Milão manteve seu cargo em aberto na esperança de que ele voltasse para reassumi-lo.
Durante vinte anos, ele foi o músico mais popular da Inglaterra: obras dramáticas, levadas ao palco no King's Theatre foram muito bem recebidas pelo público.
A primeira dessas óperas, Orione, foi uma as primeiras poucas obras da época que utilizou a clarineta. Sua última ópera séria, La Clemenza di Scipione (1778), continuou popular entre seus ouvintes londrinos durante muitos anos e tem paralelos interessantes com a última obra de Mozart neste gênero, La Clemenza di Tito (1791).
Johann Christian foi designado Mestre de Música da Rainha e seus deveres incluíam ministrar aulas de música a ela e seus filhos e acompanhar o Rei Jorge III ao piano, enquanto o rei tocava flauta. Os concertos de Johann Christian promovidos em Hanover Square, em parceria com Karl Friedrich Abel logo se tornaram os mais populares dos entretenimentos públicos pagos. Os músicos mais famosos daquele período, como o violoncelista italiano Giovanni Battista Cirri, participaram desses concertos e muitas das obras de Haydn tiveram no mesmo local sua estreia na Inglaterra.
Faleceu em Londres em 1 de janeiro de 1782. Encontra-se sepultado na St Pancras Old Church Churchyard, no distrito de St Pancras (área central da Grande Londres).

### Dados adicionais e a amizade com Mozart
Em Londres, em 1764, J. C. Bach fez amizade com o jovem Wolfgang Amadeus Mozart, que estava visitando a cidade como parte do roteiro de infindáveis apresentações arranjadas por seu pai, Leopold Mozart, realizadas com o objetivo de exibir a criança prodígio. Muitos especialistas consideram que J. C. Bach foi uma das mais importantes influências sobre Mozart, que com ele aprendeu a utilizar em sua música uma brilhante e atraente textura. Esta influência pode ser percebida na abertura da sonata para piano em si bemol, KV 315c de 1783–1784, que está muito próxima de duas sonatas de J. C. Bach que Mozart conhecia e indiretamente, de uma tentativa anterior numa sonata de J. C. Bach (sonata para piano em Dó menor, Op. 5 nº 6) para combinar o estilo galante de seus dias com a música fugal.
Johann Christian Bach faleceu pobre, no primeiro dia de 1782, e foi enterrado numa sepultura para indigentes, não identificada, na Igreja St Pancras Old. No registro do enterro, seu sobrenome estava grafado 'Back'.
Mozart, numa carta a seu pai, disse que "foi uma perda para o mundo da música". Quando Mozart e J. C. Bach se encontraram pela primeira vez, Leopold relatou que os dois eram "inseparáveis". Ambos sentavam-se ao órgão, Mozart no colo de Johann Christian, ambos tocando durante várias horas. Os especialistas com frequência apontam que Mozart foi fortemente influenciado por Johann Christian. Isto explica por que, já quando adulto, Mozart abraçaria a música do Bach mais "velho" (Johann Sebastian). Influências de Johann Christian também podem ser encontradas nas sinfonias e concertos para piano do jovem Mozart. O clima e o som das músicas compostas pelo jovem Mozart são bastante similares aos das composições de Johann Christian. Na ocasião em que Johann Christian faleceu, Mozart estava compondo seu "Concerto para Piano nº 12, em Lá maior, K 414, o Andante do segundo movimento tem um tema semelhante ao encontrado na abertura da ópera La calamità del cuore de J. C. Bach.

## Avaliação póstuma
Embora a fama de J. C. Bach tivesse declinado nas décadas após sua morte, sua música ainda era apresentada nos concertos de Londres com alguma regularidade, frequentemente junto com as obras de Haydn. O século XIX viu nascer a pesquisa acadêmica sobre a obra e a vida do pai de Johann Christian, mas frequentemente isso levou à exaltação da música de J. S. Bach em prejuízo da de seus filhos. Phillip Spitta escreveu, no fim da biografia de sua autoria a respeito de J. S. Bach, que foi especialmente nos filhos de Bach que vemos os sinais da decadência daquele poder que culminou em Sebastian depois de séculos de desenvolvimento. (Spitta, Vol. 3, página 278). E o primeiro biógrafo de J. S. Bach, Johann Nikolaus Forkel, escreveu especificamente sobre Christian que: O espírito original de Bach … não pode ser encontrado em nenhuma de suas obras (New Bach Reader, página 458). Apenas no século XX foi que os eruditos e o mundo musical começaram a entender que os filhos de Bach tinham o direito de compor num estilo diferente do de seu pai sem que, com isso, seus idiomas musicais fossem inferiores ou sem qualidade, e que compositores como Johann Christian passaram a ser vistos com um interesse renovado.
Johann Christian foi um dos primeiros compositores a dar preferência ao recém desenvolvido pianoforte em detrimento dos antigos instrumentos de teclas, como o cravo. As primeiras músicas criadas por Johann Christiam trazem a influência de seu irmão mais velho, Carl Philipp Emanuel Bach, enquanto seu período intermediário, passado na Itália, foi influenciado por Giuseppe Sammartini.

## Os estilos contrastantes de J. S. Bach e J. C. Bach
O pai de Johann Christian faleceu quando ele tinha apenas 15 anos e esta pode ser a razão por que é tão difícil encontrar traços de comparação óbvios entre Johann Sebastian e Johann Christian. As sonatas para piano de Carl Philipp, seu irmão, às vezes invocam certos elementos de seu pai e seu uso do contraponto se equipara ao de Johann Sebastian, o que é tão somente lógico se se considerar que J. S. Bach morreu quando Carl tinha 36 anos, tendo portanto exercido sobre ele uma influência maior do que sobre Johann Christian.
A música de Johann Christian, entretanto se afasta completamente dos estilos dos dois Bach. Sua música é altamente melódica e estruturada de forma brilhante. Ele compôs segundo a estética galante, um estilo que incorpora frases balanceadas, com ênfase na melodia e no acompanhamento, sem muita ênfase na complexidade contrapontística. O movimento galante posicionou-se contra as intrincadas linhas da música do barroco, e em seu lugar focou a importância em melodias fluentes e em frases com períodos. Precedeu o estilo do classicismo, que fundiu a estética galante com o interesse renovado pelo contraponto.

## Johann Christian Bach e a sinfonia
As sinfonias listadas na Relação de Obras de J. C. Bach, no New Grove Bach Family, chegam ser em número de noventa e uma obras. Pouco mais da metade dessas, isto é, 48 peças, são consideradas autênticas, enquanto as demais 43 são de autoria duvidosa ou espúrias.
Apenas a título de comparação, o compositor às vezes identificado como "o pai da sinfonia", Joseph Haydn, compôs pouco mais de cem. A maioria dessas não podem ser comparadas com as obras de Johann Christian Bach nessa categoria, pois a maioria de suas obras são mais próximas ao estilo italiano de sinfonia do que ao modelo sinfônico do classicismo tardio no seu desenvolvimento mais pleno, como encontrado nos últimos trabalhos de Haydn e de Mozart. Usando o tempo de execução como um meio grosseiro de comparação, considere-se por exemplo, a execução de uma das melhores sinfonias de Johann Christian, a Sinfonia em Sol menor, Op. 6, nº 6 que leva de 12 a 14 minutos enquanto a Sinfonia nº 94, Surpresa, de Haydn pode durar até mais de 24 minutos.
É claro que o ouvinte das sinfonias de J. C. Bach deve chegar a elas com uma perspectiva diferente da que provavelmente tem para com as sinfonias de Haydn ou Mozart. De uma maneira geral, as salas de concerto estão sempre repletas da música de Haydn e raramente, se é que alguma vez, se escuta J. C. Bach, o que talvez tenha menos que ver com a qualidade relativa, uma vez que a música do passado é completa em si mesma e digna de ser escutada, do que com as posições históricas relativas para com a sinfonia do classicismo. Mas a música de J. C. Bach tem sido cada vez mais reconhecida por sua alta qualidade e valor. Aos poucos as gravadoras comerciais vão redescobrindo esse compositor. Atualmente já existem diversas gravações de algumas de suas obras e uma gravação integral, composta de 22 CDs, para o selo CPO da obra orquestral de Johann Christian Bach além da publicação de suas obras.

## Obras
Fontes:

### Teclado
- W A1 \ Teclado Sonata Op. 5 No.1 em Si bemol maior
- W A2 \ Sonata para teclado Op. 5 No.2 em Ré maior
- W A3 \ Sonata para teclado Op. 5 No.3 em Sol maior
- W A4 \ Sonata para teclado Op. 5 No.4 em Mi bemol maior
- W A5 \ Sonata para teclado Op. 5 No.5 em Mi maior
- W A6 \ Sonata para teclado Op. 5 No.6 em Dó menor
- W A7 \ Sonata para Teclado Op. 17 No.1 em Sol maior
- W A8a \ Teclado Sonata Op. 17 No.2 em Dó menor
- W A8b \ Sonata para teclado em Dó menor
- W A9a \ Sonata para teclado Op. 17 No.3 em Mi bemol maior
- W A9b \ Sonata para teclado em Mi bemol maior
- W A10a \ Sonata para teclado Op. 17 No.4 em Sol maior
- W A10b \ Sonata para teclado em Sol maior "Uma nova lição"
- W A11 \ Sonata para teclado Op. 17 No.5 em lá maior
- W A12 \ Teclado Sonata Op. 17 No.6 em Si bemol maior
- W A13 \ Sonata para teclado em Lá menor
- W A14 \ Sonata para teclado em Lá bemol maior
- W A15 \ Tocata para teclado em Si bemol maior
- W A16 \ Sonata para teclado em Si bemol maior
- W A17 \ Sonata para teclado (perdida)
- W A18 \ Sonata para teclado 4 mãos Op. 15 No.6 em Dó maior
- W A19 \ Sonata para teclado 4 mãos Op. 18 No.5 em Lá maior
- W A20 \ Sonata para teclado 4 mãos Op. 18 No.6 em Fá maior
- W A21 \ Sonata para 2 teclados Op. 15 No.5 em Sol maior
- W A22 \ Março para teclado em Fá maior
- W A23 \ Polonaise para teclado em Si bemol maior
- W A24 \ Minueto para teclado em Dó menor
- W A25 \ Minueto para teclado em Dó maior
- W A26 \ Polonaise para teclado em Mi bemol maior
- W A27 \ Aria para teclado em Lá menor
- W A28 \ Minueto para teclado em Ré menor
- W A29 \ Minueto e trio para teclado em Sol menor
- W A30 \ Minueto e trio para teclado em Dó maior
- W A31 \ Minueto para teclado em Dó maior

### Música de câmara
- W B1 \ Peça para harpa (perdida)
- W B2 \ Sonata para teclado e violino Op. 10 No.1 em Si bemol maior
- W B3 \ Sonata para teclado e violino Op. 10 No.2 em Dó maior
- W B4 \ Sonata para teclado e violino Op. 10 No.3 em Sol maior
- W B5 \ Sonata para teclado e violino Op. 10 No.4 em Lá maior
- W B6a \ Sonata para teclado e violino Op. 10 No.5 em Fá maior
- W B6b \ Sonata para viola da gamba em Fá maior
- W B7 \ Sonata para teclado e violino Op. 10 No.6 em Ré maior
- W B8 \ Sonata para teclado e violino Op. 15 No.3 em Ré maior
- W B9 \ Sonata para teclado e violino Op. 15 No.4 em Si bemol maior
- W B10 \ Sonata para teclado e violino Op. 16 No.1 em Ré maior
- W B11 \ Sonata para teclado e violino Op. 16 No.2 em Sol maior
- W B12 \ Sonata para teclado e violino Op. 16 No.3 em Dó maior
- W B13 \ Sonata para teclado e violino Op. 16 No.4 em Lá maior
- W B14 \ Sonata para teclado e violino Op. 16 No.5 em Ré maior
- W B15a \ Sonata para teclado e violino Op. 16 No.6 em Fá maior
- W B15b \ Sonata para viola da gamba em Fá maior
- W B16 \ Sonata para teclado e violino Op. 18 No.1 em Dó maior
- W B17 \ Sonata para teclado e violino Op. 18 No.2 em Ré maior
- W B18 \ Sonata para teclado e violino Op. 18 No.3 em Mi bemol maior
- W B19 \ Sonata para teclado e violino Op. 18 No.4 em Sol maior
- W B20 \ Sonata para teclado e violino No.1 em Fá maior
- W B21 \ Sonata para teclado e violino No.2 em Ré maior
- W B22 \ Sonata para teclado e violino No.
- W B23 \ Sonata para teclado e violino No.4 em Lá maior
- W B24 \ Sonata para teclado e violino No.5 em Sol maior
- W B25 \ Sonata para teclado e violino No.6 em Ré maior
- W B26 \ Sonata para teclado e violino No.7 em Fá maior
- W B27 \ Sonata para teclado e violino em Lá maior
- W B28 \ Trio Sonata (perdida)
- W B29 \ Trio Sonata (perdida)
- W B30 \ Trio Sonata Op. 2 No.5 em Ré maior
- W B31 \ Trio Sonata Op. 2 No.2 em Lá maior
- W B32 \ Trio Sonata Op. 2 No.6 em Dó maior
- W B33 \ Trio Sonata Op. 2 No.4 em Sol maior
- W B34 \ Trio Sonata Op. 2 No.3 em Mi bemol maior
- W B35 \ Trio Sonata Op. 2 No.1 em Si bemol maior
- W B36 \ Trio Sonata Op. 8 No.3 em Ré maior
- W B37 \ Trio Sonata Op. 8 No.1 em Sol maior
- W B38\Trio Sonata Op. 8 No.2 em Mi bemol maior
- W B39 \ Trio Sonata Op. 8 No.5 em Si bemol maior
- W B40 \ Trio Sonata Op. 8 No.6 em Fá maior
- W B41 \ Trio Sonata Op. 8 No.4 em Mi maior
- W B42 \ Trio para 2 violinos e violoncelo em Si bemol maior
- W B43 \ Trio de teclado Op. 2 No.1 em Fá maior
- W B44 \ Teclado Trio Op. 2 No.2 em Sol maior
- W B45 \ Teclado Trio Op. 2 No.3 em Ré maior
- W B46 \ Teclado Trio Op. 2 No.4 em dó maior
- W B47a \ Trio de teclado em lá maior (versão milanesa)
- W B47b \ Trio de teclado Op. 2 No.5 em Lá maior
- W B48 \ Teclado Trio Op. 2 No.6 em Mi bemol maior
- W B49 \ Teclado Trio Op. 15 No.1 em Dó maior
- W B50 \ Teclado Trio Op. 15 No.2 em Lá maior
- W B51 \ Quarteto Op. 8 No.1 em Dó maior
- W B52 \ Quarteto Op. 8 No.2 em Ré maior
- W B53 \ Quarteto Op. 8 No.3 em Mi bemol maior
- W B54 \ Quarteto Op. 8 No.4 em Fá maior
- W B55 \ Quarteto Op. 8 No.5 em Sol maior
- W B56 \ Quarteto Op. 8 No.6 em Si bemol maior
- W B57 \ Quarteto de flautas em Ré maior
- W B58 \ Quarteto de flautas em Dó maior
- W B59 \ Quarteto de flautas em Lá maior
- W B60 \ Quarteto em Si bemol maior
- W B61 \ Quarteto com 2 flautas Op . 19 No.1 em Dó maior
- W B62 \ Quarteto com 2 flautas Op. 19 No.2 em Ré maior
- W B63 \ Quarteto com 2 flautas Op. 19 Nº3 em Sol maior
- W B64 \ Quarteto com 2 flautas Op. 19 No.4 em Dó maior
- W B65 \ Quarteto com 2 oboés (perdida)
- W B66 \ Quarteto de Teclados em Sol Maior
- W B67 \ Quarteto de Teclados (perdida)
- W B68 \ Quarteto de Teclados (perdida)
- W B69 \ Quarteto de Teclados (perdida)
- W B70 \ Quinteto Op. 11 No.1 em Dó maior
- W B71 \ Quinteto Op. 11 No.2 em Sol maior
- W B72 \ Quinteto Op. 11 No.3 em Fá maior
- W B73 \ Quinteto Op. 11 No.4 em Mi bemol maior
- W B74 \ Quinteto Op. 11 No.5 em Lá maior
- W B75 \ Quinteto Op. 11 No.6 em Ré maior
- W B76 \ Quinteto de Teclado Op. 22 No.1 em Ré maior
- W B77 \ Quinteto de Teclado Op. 22 No.2 em Fá maior
- W B78 \ Sexteto para sopros, cordas e teclado em Dó maior
- W B79 \ Quinteto Militar No.1 em Mi bemol maior
- W B80 \ Quinteto Militar No.2 em Mi bemol maior
- W B81 \ Quinteto Militar No.3 em Si bemol maior
- W B82 \ Quinteto Militar No.4 em Mi bemol maior
- W B83 \ Marcha do regimento "Prinz von Ernst" em Mi bemol maior
- W B84 \ Marcha do regimento "Braunschweig" em Mi bemol maior
- W B85 \ Marcha do regimento "Württemberg" em E -bemol maior
- W B86 \ Março em Mi bemol maior "zu Pferde"
- W B87 \ Março em Mi bemol maior "zu Fuß"
- W B88 \ Março "vom ersten Bataillon Garde-Regiments em Hannover"
- W B89 \ Março "vom zweiten Bataillon Garde-Regiments em Hannover"
- W B90 \ Março em Mi bemol maior
- W B91 \ Março em Mi bemol maior
- W B92 \ Março em Mi bemol maior
- W B93 \ Março em Si bemol maior
- W BInc1 \ Sonata para guitarra e violino em dó maior
- W BInc2 \ Trio para 2 flautas e violoncelo em Sol maior
- W BInc3 \ Trio para harpa, violino e violoncelo em Si bemol maior
- W BInc4 \ Quarteto de teclados em Lá maior
- W BInc5 \ Quinteto de cordas em Si bemol maior
- W BInc6 \ Divertimento ( perdida)
- W BInc7 \ Sinfonia para sopros No.1 em Mi bemol maior
- W BInc8 \ Sinfonia para sopros No.2 em Si bemol maior
- W BInc9 \ Sinfonia para sopros No.3 em Mi bemol maior
- W BInc10 \ Sinfonia para sopros No.4 em Si bemol maior
- W BInc11 \ Sinfonia para sopros No.5 em Mi bemol maior
- W BInc12 \ Sinfonia para sopros No.6 em Si bemol maior

### Obras orquestrais
- W C1 \ Sinfonia Op. 3 No.1 em Ré maior
- W C2 \ Sinfonia Op. 3 No.2 em Dó maior
- W C3 \ Sinfonia Op. 3 No.3 em Mi bemol maior
- W C4 \ Sinfonia Op. 3 No.4 em Si bemol maior
- W C5 \ Sinfonia Op. 3 No.5 em Fá maior
- W C6 \ Sinfonia Op. 3 No.6 em Sol maior
- W C7a \ Sinfonia Op. 6 No.1 em Sol maior
- W C7b \ Sinfonia em Sol maior
- W C8 \ Sinfonia Op. 6 No.2 em Ré maior
- W C9 \ Sinfonia Op. 6 No.3 em Mi bemol maior
- W C10 \ Sinfonia Op. 6 No.4 em Si bemol maior
- W C11 \ Sinfonia Op. 6 No.5 em Mi bemol maior
- W C12 \ Sinfonia Op. 6 No.6 em Sol menor
- W C13 \ Sinfonia Op. 8 No.2 em Sol maior
- W C14 \ Sinfonia Op. 8 No.3 em Ré maior
- W C15 \ Sinfonia Op. 8 No.4 em Fá maior
- W C16a \ Sinfonia em Dó maior (Venier No.46)
- W C16b \ Sinfonia em Dó maior
- W C17a \ Sinfonia em Si bemol maior
- W C17b \ Sinfonia Op. 9 No.1 em Si bemol maior
- W C18a \ Sinfonia em Mi bemol maior
- W C18b \ Sinfonia Op. 9 No.2 em Mi bemol maior
- W C19 \ Symphonie périodique em Mi bemol maior
- W C20 \ Symphony Op. 12 No.1 (perdida)
- W C21 \ Sinfonia Op. 12 No.2 (perdida)
- W C22 \ Sinfonia Op. 12 No.3 (perdida)
- W C23 \ Sinfonia Op. 12 No.4 (perdida)
- W C24 \ Sinfonia Op. 12 No.5 (perdida)
- W C25 \ Sinfonia Op. 12 No.6 (perdida)
- W C26 \ Sinfonia Op. 18 No.1 em Mi bemol maior
- W C27 \ Sinfonia Op. 18 No.4 em Ré maior
- W C28 \ Sinfonia Op. 18 No.5 em Mi maior
- W C29 \ Sinfonia a 6 (perdida)
- W C30 \ Abertura a 6 (perdida)
- W C31 \ Sinfonia para orquestra dupla (perdida)
- W C32 \ Concertante para 2 violinos e violoncelo em Sol maior
- W C33 \ Concertante para 2 violinos e oboé em Mi bemol maior
- W C34 \ Concertante para violino e violoncelo em Lá maior
- W C35 \ Concertante para 2 violinos em Ré maior
- W C36a \ Concertante para 2 violinos e violoncelo em Dó maior
- W C36b \ Concertante para 2 violinos e violoncelo em Dó maior
- W C37 \ Concertante para flauta, oboé e fagote em Mi bemol maior
- W C38 \ Concertante para oboé e fagote em Fá maior
- W C39 \ Concertante para 2 flautas, 2 violinos e violoncelo em Ré maior
- W C40 \ Concertante para 2 oboés, 2 trompas & quinteto de cordas em mi bemol maior
- W C41 \ Concertante para flauta, 2 clarinetes, 2 trompas e fagote em Mi bemol maior
- W C42 \ Concertante para 2 violinos e violoncelo em Mi bemol maior
- W C43 \ Concertante para flauta, oboé, violino e violoncelo em Dó maior
- W C44 \ Concertante para flauta, 2 violinos e violoncelo em Mi maior
- W C45 \ Concertante para oboé e trio de cordas em Sol maior
- W C46 \ Concertante para violino e violoncelo em Si bemol maior
- W C47 \ Concertante para oboé, violino e 2 violoncelos (perdido )
- W C48 \ Concertante para piano, oboé, violino e violoncelo em si bemol maior
- W C49 \ Concerto para teclado Op. 1 No.1 em Si bemol maior
- W C50 \ Concerto para teclado Op. 1 No.2 em Lá maior
- W C51 \ Concerto para Teclado Op. 1 No.3 em Fá maior
- W C52 \ Concerto para Teclado Op. 1 No.4 em Sol maior
- W C53 \ Concerto para Teclado Op. 1 No.5 em Dó maior
- W C54 \ Concerto para Teclado Op. 1 No.6 em Ré maior
- W C55 \ Concerto para Teclado Op. 7 No.1 em Dó maior
- W C56 \ Concerto para Teclado Op. 7 No.2 em Fá maior
- W C57 \ Concerto para Teclado Op. 7 No.3 em Ré maior
- W C58 \ Concerto para Teclado Op. 7 No.4 em si bemol maior
- W C59 \ Concerto para teclado Op. 7 No.5 em Mi bemol maior
- W C60a \ Concerto para teclado Op. 7 No.6 em Sol maior
- W C60b \ Concerto para teclado em Sol maior
- W C61 \ Concerto para teclado Op. 14 em mi bemol maior
- W C62 \ Concerto para teclado Op. 13 No.1 em Dó maior
- W C63 \ Concerto para Teclado Op. 13 No.2 em Ré maior
- W C64 \ Concerto para Teclado Op. 13 No.3 em Fá maior
- W C65 \ Concerto para Teclado Op. 13 No.4 em si bemol maior
- W C66 \ Concerto para teclado Op. 13 No.5 em Sol maior
- W C67 \ Concerto para Teclado Op. 13 No.6 em Mi bemol maior
- W C68 \ Concerto para Cravo No.1 em Si bemol maior
- W C69 \ Concerto para Cravo No.2 em Fá menor
- W C70 \ Concerto para Cravo No.3 em Ré Menor
- W C71 \ Concerto para Cravo No. .4 em Mi maior
- W C72 \ Concerto para cravo No.5 em Sol maior
- W C73 \ Concerto para cravo No.6 em Fá menor
- W C74 \ Concerto "nach Tartinis Manier" (perdida)
- W C75 \ Concerto para piano em Mi bemol maior
- W C76 \ Concerto para violino em Dó maior
- W C78 \ Concerto para flauta em Sol maior
- W C79 \ Concerto para flauta em Ré maior
- W C80 \ Concerto para oboé nº 1 em Fá maior
- W C81 \ Concerto para oboé nº 2 em Fá maior
- W C82 \ Concerto para fagote em Mi bemol maior
- W C83 \ Concerto para fagote em Si bemol maior
- W C84 \ Minueto para o aniversário de Sua Majestade em Fá maior
- W C85 \ Minueto para o aniversário de Sua Majestade em Dó maior
- W CInc1 \ Sinfonia em Si bemol maior
- W CInc2 \ Sinfonia em Ré maior
- W CInc3 \ Sinfonia em Mi bemol maior
- W CInc4 \ Sinfonia em Fá maior
- W CInc5 \ Concertante para flauta, 2 violinos e violoncelo em Sol maior
- W CInc6 \ Concerto para Cravo em Mi maior
- W CInc7 \ Concerto para Violino (perdida)
- W CInc8 \ Concerto para Flauta em Ré Maior (perdida)
- W CInc9 \ Um Minueto Favorito em Mi bemol maior

### Oratórios
- W D1 \ Gioas, re di Giuda
- W DInc1 \ Refrão de A Morte de Abel de Piccinni (perdida)
- W DInc2 \ Refrão de Stabat Mater de Pergolesi (perdida)

### Obras litúrgicas
- W E1 \ Kyrie em Ré maior (perdida)
- W E2 \ Kyrie em Ré maior
- W E3 \ Gloria em Ré maior
- W E4 \ Gloria em Sol maior
- W E5 \ Credo em Dó maior
- W E6 \ Invitatorium em Fá maior
- W E7 \ Lectio del officio per gli morti I
- W E8 \ Lectio del officio per gli morti II
- W E9 \ Lectio del officio per gli morti III
- W E10 \ Miserere em Si bemol maior
- W E11 \ Ingresso e Kyrie della Messa de Morti em Dó menor
- W E12 \ Dies Irae em Dó menor
- W E13 \ Domine ad adjuvandum em Ré maior
- W E14 \ Domine ad adjuvandum em Sol maior
- W E15 \ Dixit Dominus em Ré maior
- W E16 \ Confitebor tibi Domine em Mi bemol maior
- W E17 \ Beatus vir em Fá maior
- W E18 \ Laudate pueri em Mi maior
- W E19 \ Laudate pueri em Sol maior
- W E20 \ Magnificat a 8 em Dó maior (inacabado)
- W E21 \ Magnificat a 8 em Dó maior
- W E22 \ Magnificat a 4 em Dó maior
- W E23 \ Salve Regina em Mi bemol maior
- W E24 \ Salve Regina em Fá maior
- W E25 \ Tantum ergo em Fá maior
- W E26 \ Tantum ergo em Sol maior
- W E27 \ Te Deum a 8 em Ré maior (incompleto)
- W E28 \ Te Deum a 4 in Ré maior

### Obras sagradas
- W F1 \ Pater Noster a 8 (perdida)
- W F2 \ Attendite mortales em Lá menor
- W F3 \ Larvae tremendae em Ré maior
- W F4a \ Si nocte tenebrosa em Sol menor "para Raaf"
- W F4b \ Si nocte tenebrosa em Sol menor "para Pompili"
- W F5 \ Deixe os órgãos solenes soprarem em Ré maior
- W FInc1 \ Motet a 2 (perdida)
- W FInc2 \ Motet a 3 (perdida)

### Óperas e música incidental
- W G1 \ Artaserse
- W G2 \ Catone em Utica
- W G3 \ Alessandro nell'Indie
- W G4 \ Orione, ossia Diana vendicata
- W G5 \ Zanaïda
- W G6 \ Adriano em Siria
- W G7 \ Carattaco
- W G8 \ Temistocle
- W G9 \ Lucio Silla
- W G10 \ La clemenza di Scipione
- W G11 \ Cantata a tre voci
- W G12 \ Galatea (perdida)
- W G13 \ Cantata (perdida)
- W G14 \ Serenata (perdida)
- W G15 \ Endimione
- W G16 \ La tempesta
- W G17 \ O Venere vezzosa
- W G18 \ Amor vincitore
- W G19 \ Cefalo e Procri
- W G20 \ Rinaldo ed Armida (perdida)
- W G21 \ Demofoonte
- W G22 \ La Giulia
- W G23 \ Gli Uccelatori
- W G24 \ Il tutore e la pupilla
- W G25 \ Astarto, re di Tiro
- W G26 \ La cascina
- W G27 \ La calamita de' cuori
- W G28 \ L'Olimpiade
- W G29 \ Orfeo ed Euridice (Londres, 1770)
- W G30 \ Aria (perdida)
- W G31 \ Aria (perdida)
- W G32 \ Aria (perdida)
- W G33 \ Aria cantabile (perdida)
- W G34 \ Vo solcando un mar crudele em Ré maior
- W G35 \ Sventurata in van mi lagno em Mi bemol maior
- W G36a \ Perchè si ingrata, oh Dio! em Mi bemol maior
- W G36b \ Ah che gli stessi numi...Cara ti lascio
- W G37 \ A si barbaro colpo...Morte, vieni
- W G38 \ Scena di Berenice (perdida)
- W G39 \ Amadis de Gaule
- W G40 \ Omphale (perdida)
- W G41 \ Manhã feliz, ascensão auspiciosa
- W G42 \ O Favor das Fadas (perdida)
- W G43 \ A Donzela do Moinho
- W G44 \ O Conto de Verão
- W G45 \ O Gênio da Bobagem (perdida)
- W GInc1 \ Cantata (perdida)
- W GInc2 \ Emira
- W GInc3 \ Gli equivoci
- W GInc4 \ Qualor da un galantuomo em Si bemol maior
- W GInc5 \ Coeurs sensibles em Si bemol maior
- W GInc6 \ Ode à chegada da Rainha Charlotte
- W GInc7 \ Menalcas
- W GInc8 \ Pharnaces (perdida)
- W GInc9 \ Amintas (perdida)

### Árias e músicas
- W H1 \ Mezendore
- W H2 \ Der Weise auf dem Lande
- W H3 \ So fliehst du mich (perdida)
- W H4 \ Canzonetta: Io lo so, che il bel sembiante
- W H5 \ Canzonetta: Trova un sol, mia bella Clori
- W H6 \ Canzonetta: Che ciascun per te sospiri
- W H7 \ Canzonetta: Chi mai di questo core
- W H8 \ Canzonetta: Ascoltami, o Clori
- W H9 \ Canzonetta: Lascia ch'io pode, o Nice
- W H10 \ Canzonetta: Parlami pur sincera
- W H11 \ Canzonetta: Eccomi alfin disciolto
- W H12 \ Canzonetta Op. 4 No.1: Già la notte s'avvicina
- W H13 \ Canzonetta Op. 4 No.2: Ah rammenta, o bella Irene
- W H14 \ Canzonetta Op. 4 No.3: Pur nel sonno almen talora
- W H15 \ Canzonetta Op. 4 No.4: T'intendo si, mio cor
- W H16 \ Canzonetta Op. 4 No.5: Che ciascun per te sospiri
- W H17 \ Canzonetta Op. 4 No.6: Ascoltami, o Clori
- W H18 \ Canzonetta Op. 6 No.1: Torna in quell'onda chiara
- W H19 \ Canzonetta Op. 6 No.2: Io lo so, che il bel sembiante
- W H20 \ Canzonetta Op. 6 No.3: E pur fra le tempeste
- W H21 \ Canzonetta Op. 6 No.4: Trova un sol, mia bella Clori
- W H22 \ Canzonetta Op. 6 No.5: Chi mai di questo core
- W H23 \ Canzonetta Op. 6 No.6: Se infida tu mi chiami

- W H24 \ Vauxhall Song: By my sighs you may discover
- W H25 \ Vauxhall Song: Cruel Strephon, will you leave me
- W H26 \ Vauxhall Song: Come Colin, pride of rural swains
- W H27 \ Vauxhall Song: Ah, why shou'd love with tyrant
- W H28 \ Vauxhall Song: In this shady blest retreat
- W H29 \ Vauxhall Song: Smiling Venus, Goddess dear
- W H30 \ Vauxhall Song: Tender Virgins, shun deceivers
- W H31 \ Vauxhall Song: Lovely yet ungrateful swain
- W H32 \ Vauxhall Song: When chilling winter hies away (perdida)
- W H33 \ Vauxhall Song: Midst silent shades and purling streams
- W H34 \ Vauxhall Song: Ah seek to know what place detains
- W H35 \ Vauxhall Song: Would you a female heart inspire
- W H36 \ Vauxhall Song: Cease a while ye winds to blow
- W H37 \ Vauxhall Song: See the kind indulgent gales
- W H38 \ Vauxhall Song: Oh how blest is the condition
- W H39 \ Vauxhall Song: Hither turn thy wand'ring eyes
- W H40 \ Vauxhall Finale: Ode to Pleasure (perdida)
- W H41 \ Vauxhall Finale: Ode to Summer (perdida)
- W H42 \ Vauxhall Finale: The Pastoral Invitation (perdida)
- W H43 \ Neptune
- W HInc1 \ Song(s) with unknown text(s) (perdida)
- W HInc2 \ Canzonetta: Se tu m'ami, se sospiri

### Trabalhos diversos
- W I1 \ Polonaise para teclado em Ré menor
- W I2 \ Fughettas para órgão (perdida)
- W I3 \ Cadenzas para o concerto Op. 7 No.5 em Mi bemol maior

### Arranjos de obras de outros compositores
- W LA1 \ Concerto para cravo solo nº 1 em dó maior
- W LA2 \ Concerto para cravo solo nº 2 em mi bemol maior
- W LA3 \ Concerto para cravo solo nº 3 em dó maior
- W LAInc1 \ Abertura em ré maior
- W LG1 \ Orfeo ed Euridice (Nápoles, 1774)
- W LG2 \ Ebben si vada...Io ti lascio em Lá maior
- W LG3 \ Mi scordo i torti...Dolci aurette em Mi bemol maior
- W LG4 \ Sentimi non partir...Al mio bène em mi bemol maior
- W LG5 \ Infelice em van...Là nei regni em lá maior
- W LH1 \ The Braes of Ballenden
- W LH2 \ A vassoura de Cowdenknows
- W LH3 \ Eu nunca te deixarei
- W LH4 \ Lochaber
- W LH5 \ O rapaz de cabelos amarelos (perdida)
- W LHInc1 \ Não no prazer transitório da beleza

### Arranjos de obras de J. C. Bach de outros compositores
- W XC 1 \ Sinfonia Op. 18 No.6 em Ré maior

### Obras atribuídas
- W YA28 \ Sonata para teclado 4 mãos em Ré maior
- W YA29 \ Sonata para teclado 4 mãos em Sol maior
- W YA30 \ Sonata para teclado 4 mãos em Dó maior
- W YA50 \ Fuga em BACH para órgão em Fá maior
- W YB22 \ Sonata para violino op. 20 No.2 em Ré maior
- W YB43 \ Trio para flauta ou violino, violino e contínuo em Si bemol maior
- W YB47 \ Trio para flauta, flauta ou violino e violoncelo em Dó maior
- W YC90 \ Concerto para teclado em Mi bemol maior
- W YC91 \ Concerto para teclado em lá maior
- W YLA3 \ Sonata para teclado em ré maior

## Generalidades
- Um relato completo da carreira de J. C. Bach é fornecido no quarto volume de History of Music de Charles Burney.
- Na árvore da família Bach existem mais dois Johann Christian Bach, mas nenhum deles foi compositor.